# ویلیام ریگلی
ویلیام ریگلی (انگلیسی: William Wrigley؛ ۳۰ سپتامبر ۱۸۶۱ – ۲۶ ژانویهٔ ۱۹۳۲) کارآفرین، بازرگان و مدیر ارشد اجرایی آمریکایی بود، که در سال ۱۸۹۱ شرکت ریگلی را تأسیس نمود.